# Тамили
Тамили су етничка група јужне Азије чија писана историја датира најмање два миленијума. Најстарије тамилске заједнице су у Јужној Индији и северном делу Шри Ланке. Процењује се да има око 77 милиона Тамила широм света.

## Размештај
Постоји велики број тамилских емигрантских заједница широм света, посебно у централној Шри Ланки, Малезији, Сингапуру, Фиџију, Маурицијусу и Јужној Африци, а нешто новије заједнице постоје у Аустралији, Канади и деловима Европе.

## Историја
Порекло Тамила није са сигурношћу утврђено. Међутим, генетичка и археолошка истраживања показују могућност да су Тамили населили Индију око 6000. п. н. е. Тамилске земље су се ујединиле тек у периоду од 9. до. 12. века.

## Култура
Тамилски идентитет се установљава првенствено по лингвистичким критеријумима, тако да се Тамили одређују углавном по томе што им је тамилски матерњи језик. Међутим, у последње време се, због учестале емиграције, Тамилима сматрају и потомци Тамила који негују тамилску културну традицију, иако не говоре тамилски.
Тамили су етничком, лингвистичком и културном смислу сродни другим дравидским народима јужне Азије.

## Религија
90% Тамила су хиндуси, око 5% хришћани и 5% муслимани.